# Eranthemum viscidum
Eranthemum viscidum là một loài thực vật có hoa trong họ Ô rô. Loài này được Blume mô tả khoa học đầu tiên năm 1826.